# Lab Monkey
Lab Monkey es una canción de rock de la banda estadounidense Alice in Chains, está incluida en su quinto álbum de la banda The Devil Put Dinosaurs Here como la canción número 6.
Es una de las mejores canciones del disco por su sonido lento, depresivo y morboso que recuerda anteriores discos de la banda como Dirt o Alice in Chains. 
El coro de Jerry Cantrell y William DuVall en la parte que dice: "I know/won't forget/limped away/from the wreck" sale efectivo.
El significado de la canción es confuso, pero con la combinación de los fragmentos: Is the monkey breathing?/lookin' kinda sick/got a witty comment for me?/have yourself a kick! (que significa: ¿Está respirando el mono?/se ve medio enfermo/¿Tienes un comentario ingenioso para mí?/¡Aquí tienes una patada!) y We'll never know what this is/till we take a look inside/i'm sure we'll find/what came before/and that is... (que significa: Nunca sabremos qué es esto/hasta que echemos un vistazo en su interior/estoy seguro de que encontraremos/lo que hubo antes/y eso es...), se da a entender de que unos doctores discuten acerca del mono para hacerle una operación.
- Datos: Q17636325